# 安徽山黧豆
安徽山黧豆（学名：Lathyrus anhuiensis）为豆科山黧豆属下的一个种。